# Поверхневе пластичне деформування
Поверхневе пластичне деформування (ППД) — вид обробки з метою зміцнення матеріалів при якій відбувається пружно-пластичне деформування поверхневого шару виробу без утворення стружки.

## Загальний опис
Внаслідок пружно-пластичної деформації й локального нагріву, що виникають при обробленні ППД, формується напружено-деформований та фізичний стан поверхневого шару. При цьому відбувається зміна мікрогеометрії поверхні, фізико-механічних властивостей поверхневого шару оброблюваних деталей. Поверхня, оброблена методами ППД, має підвищену твердість, залишкові напруження стиску в поверхневому шарі, згладжені мікронерівності. Відповідно підвищується зносостійкість, втомна міцність, стійкість до корозійного впливу та інше.
Поширення методи ППД отримали завдяки своїй економічності й простоті реалізації. За характером прикладених навантажень методи ППД поділяють на статичні та динамічні. При обробленні статичними методами ППД деформуючий інструмент або робочі середовища впливають на поверхню оброблюваних деталей із постійним зусиллям, при цьому відбувається плавне переміщення інструмента і відповідно осередку деформації під ним по всій поверхні деталі, що підлягає обробленню. При динамічних методах ППД робочі середовища (наприклад, у вигляді сталевих полірованих кульок) впливають на поверхню оброблюваних деталей багаторазовими зіткненнями. При цьому сила зіткнень змінюється в кожному циклі від мінімального до максимального значення. Обробці може піддаватися як вся поверхня деталі одночасно, так і з переміщенням зони впливу послідовно по всій поверхні деталі, також виконують обробку її окремих ділянок при потребі місцевого зміцнення.
До статичних відносять поверхневе дорнування, вигладжування, обкатування, вібраційне накатування, вібраційне вигладжування та інші. Динамічні методи — це дробоструминна, гідродробоструминна, віброударна, ротаційна обробка, чеканка, обробка кульково-стрижневими зміцнювачами, віброконтактний наклеп, ударне накочування, ультразвукова обробка, обробка механічними щітками, віброобкочування, вібровигладжування тощо. На відміну від статичних способів, обробка деталей динамічними методами поверхневого пластичного деформування дозволяє енергетично більш вигідно впливати на матеріал деталі, обробляти фасонні профілі, забезпечуючи при цьому необхідну точність і якість поверхневого шару при високій продуктивності.
При ППД підвищення твердості залежить від структури поверхневого шару. Значне підвищення твердості може формуватися у сталей з аустенітною, феритною і мартенситною структурою, незначне — у сталей з перлітною й сорбітною структурою, які мають різну здатність до зміцнення. У м'яких сталей інтенсивність зміцнення вища. У деталей із незагартованих сталей, в результаті обробки ППД, можна отримати значне підвищення твердості, а в загартованих до 10-15 %.
Обробка методами поверхневого пластичного деформування тонкого поверхневого шару має (у порівнянні з іншими фінішними методами обробки поверхні) низку переваг:
- у поверхневому шарі виникають стискаючі залишкові напруження, відсутні концентратори напружень;
- відсутні термічні дефекти;
- у поверхневому шарі утворюється дрібнозерниста структура, зберігається цілісність металу;
- забезпечується стабільна якість поверхні;
- при збереженні вихідної форми заготовки забезпечується досягнення мінімальних висотних параметрів шорсткості поверхні деталі після обробки;
- мікронерівності набувають сприятливої форми з великою долею опорної площі на рівні вершин нерівностей, утворюються регулярні мікрорельєфи з необхідними площею й топографією заглиблень для утримання мастильного матеріалу;
- забезпечується значна товщина зміцнення поверхневого шару по всій площі деталі, при цьому межа між зміцненою і незміцненою зонами має плавний перехід.